# Œillet des bois
Dianthus sylvaticus
Espèce
Classification phylogénétique
L'œillet des bois (Dianthus sylvaticus) est une plante vivace européenne de la famille des caryophyllacées.

## Description
Dianthus sylvaticus mesure de 10 à 40 cm et sa tige est glabre et lisse. Ses feuilles sont allongées, effilées et opposées par deux. Les fleurs sont rouges ou roses, grandes (1,5 à 2 cm) avec un cercle de taches pourpres vers le centre et pourvues de pétales dentés et velus.

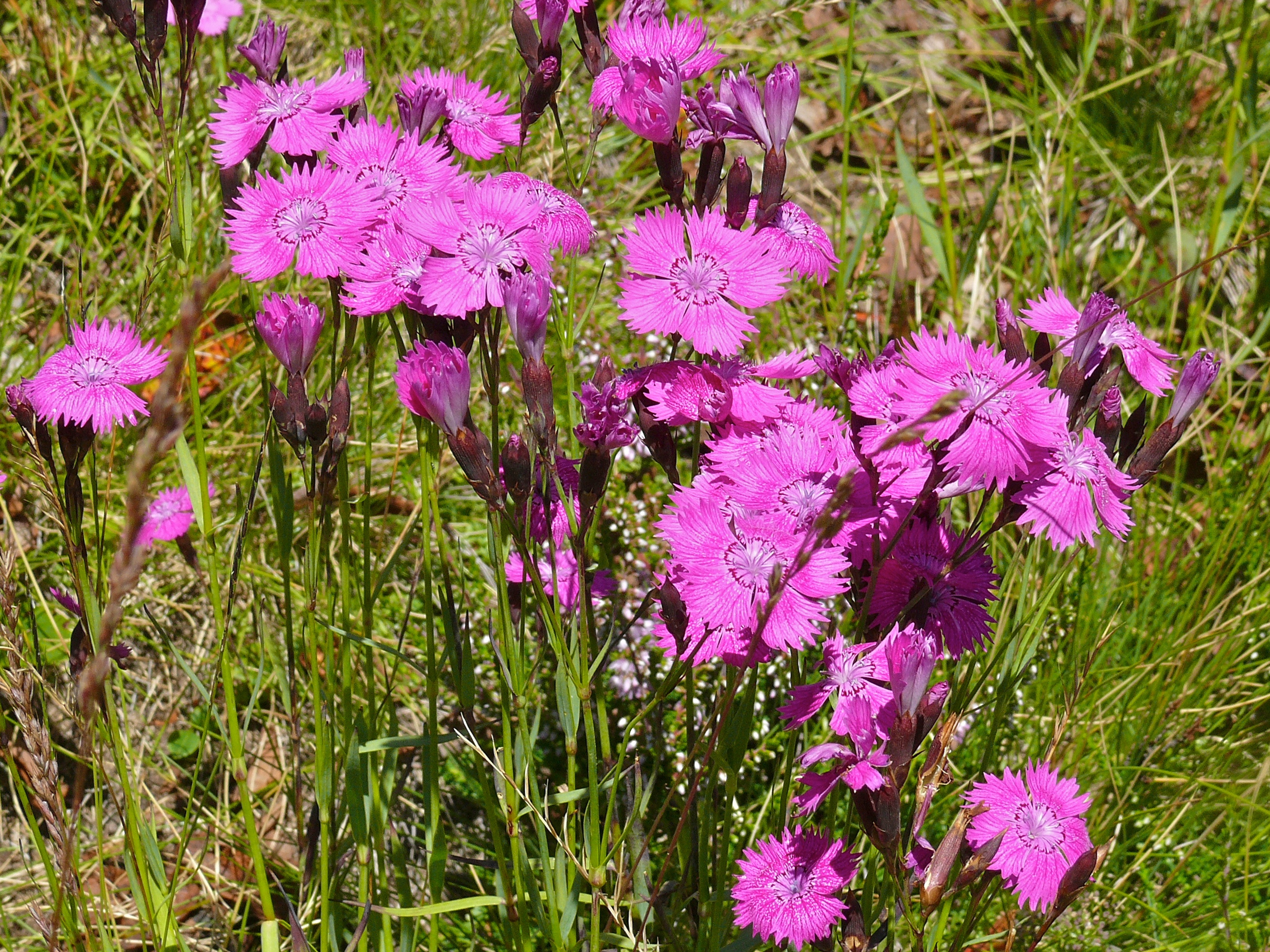
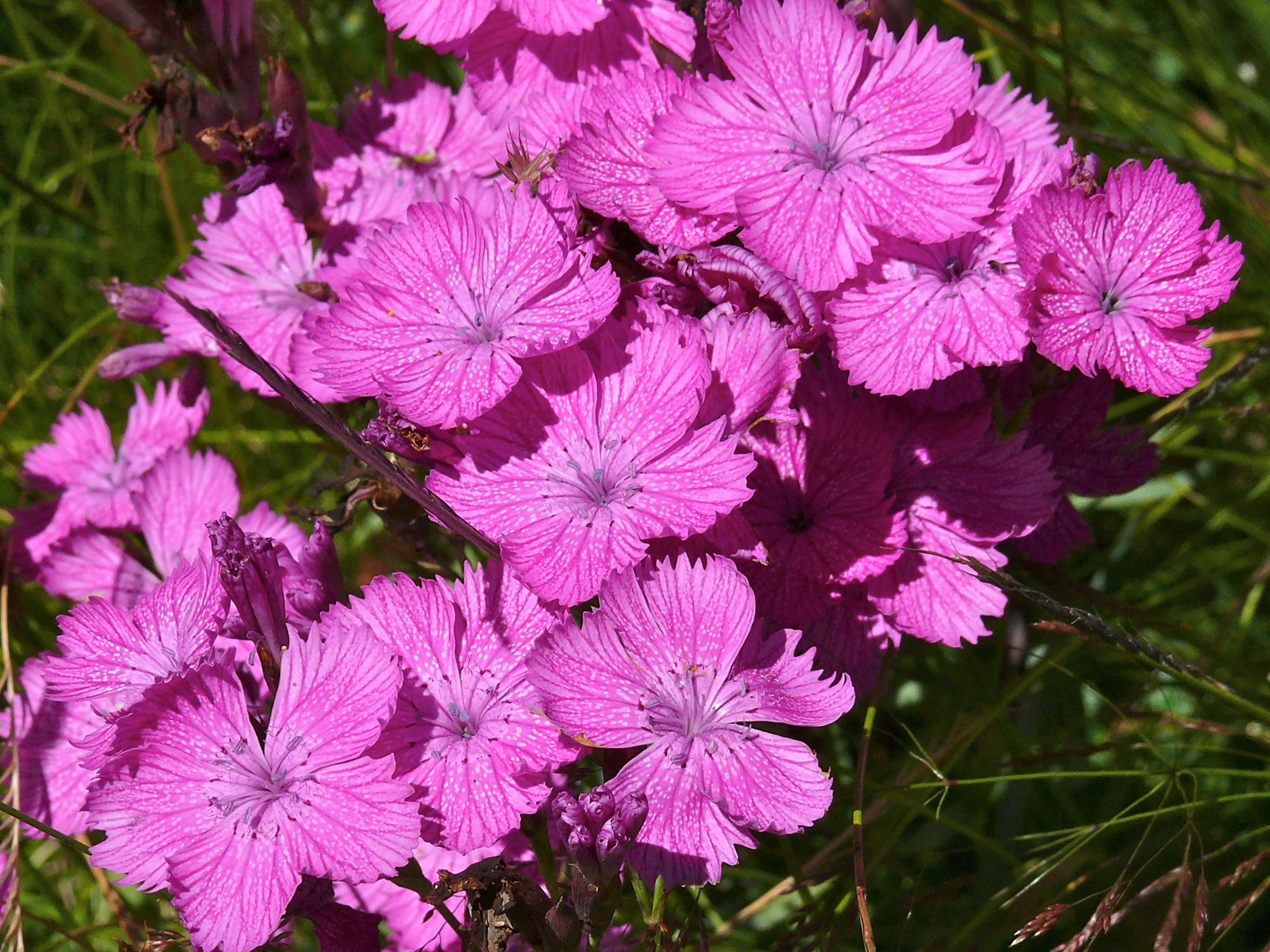

## Habitat
Plante de rocaille, de lisière de bois, de prairies subalpines en Allemagne, Autriche, Hongrie, dans les Balkans et en Russie méridionale.
La variété qui pousse dans le Massif central (Dianthus sylvaticus var. pseudocollinus) est maintenant considérée comme une sous-espèce de l'œillet de Séguier (Dianthus seguieri subsp. pseudocollinus (P.Fourn.) Jauzein).